# Заборшт (Костањевица на Крки)
Заборшт (словен. Zaboršt) је насељено место у општини Костањевица на Крки, Посавска регија, Словенија.

## Историја
До територијалне реорганизације у Словенији био је у саставу старе општине Кршко.

## Становништво
У попису становништва из 2011. године, Заборшт је имао 15 становника.
| Број становника према пописима | Број становника према пописима | Број становника према пописима |
| ------------------------------ | ------------------------------ | ------------------------------ |
| 1991                           | 2002                           | 2011                           |
| 20                             | 18                             | 15                             |